# IC 10
IC 10 — неправильная галактика в созвездии Кассиопея. Она была обнаружена Льюисом Свифтом в 1887 году. Из-за поздней публикации результатов наблюдений IC 10 не была включена в каталог NGC.

## История изучения
Николас Майалл в 1935 году предположил, что объект является внегалактическим. Год спустя Эдвин Хаббл назвал IC 10 «одним из самых любопытных объектов на небе» и высказал предположение о её принадлежности к Местной группе галактик, однако её статус оставался неопределённым в течение десятилетий. Лучевая скорость IC 10 была измерена в 1962 году, и было установлено, что она движется по направлению ко Млечному Пути со скоростью в 350 км/с, что усилило доказательства её членства в Местной группе. 
В 1951 году советские астрономы Г. А. Шайн и В. Ф. Газе ошибочно классифицировали IC 10 как туманность, присвоив ей обозначение Simeis 20 в «Атласе диффузных газовых туманностей». Окончательно природу IC 10 установил в 1962 году астроном Мортон Робертс. Радионаблюдения показали, что скопления нейтрального водорода совпадают с наиболее яркими видимыми областями галактики, что подтвердило отсутствие значительного межзвёздного поглощения и доказало принадлежность IC 10 к классу неправильных галактик.
Точное расстояние до IC 10 долгое время оставалось неизвестным, хотя наблюдения Фрица Цвикки на 200-дюймовом телескопе Хейла указывали на её относительную близость. В 1996 году группа астрономов под руководством Абхиджита Саха обнаружила в галактике цефеиды, что позволило точно определить расстояние и окончательно подтвердить её членство в Местной группе. Несмотря на свою близость, галактика довольно трудна для изучения, потому что находится вблизи плоскости Млечного Пути.

## Свойства
Видимое расстояние между IC 10 и галактикой Андромеды является примерно таким же, как видимое расстояние между галактиками Андромеды и Треугольника, в связи с чем IC 10 может принадлежать к подгруппе М 31. IC 10 расположена на 3,3° ниже галактической плоскости, из-за чего свет от неё подвергается значительному межзвёздному поглощению, которое оценивается в 3 звёздные величины. Это наибольший показатель среди всех галактик Местной группы. Если скорректировать покраснение, то окажется, что IC 10 имеет голубой цвет и является пятым по яркости членом Местной группы.
IC 10 является единственной галактикой в Местной группе, проявляющей активное звездообразование. В ней находится намного больше звёзд Вольфа-Райе на квадратный килопарсек (5,1 звёзд на кпк²), чем в Большом Магеллановом Облаке (2,0 звёзд на кпк²) или Малом Магеллановом Облаке (0,9 звёзд на кпк²). Хотя галактика имеет светимость, аналогичную ММО, она значительно меньше по массе и размерам. Её металличность выше в сравнении с ММО; это позволяет предположить, что формирование звёзд в ней продолжается в течение более длительного периода времени. Соотношение между двумя типами звёзд Вольфа-Райе (WC и WN) в IC 10 сильно отличается от соотношения в других галактиках Местной группы, что может быть как-то связано с природой звездообразования галактики. В настоящее время скорость звездообразования в галактике составляет 0,04-0,08 солнечных масс в год. Если оно будет продолжаться далее в том же темпе, то газа в галактике хватит лишь на несколько миллиардов лет.
Наблюдения IC 10 в дальней инфракрасной области показывают, что количество мелких гранул пыли в этой галактике относительно мало по сравнению с крупной фракцией. Предполагается, что малые гранулы существовали ранее, но были уничтожены сильным ультрафиолетовым излучением в окрестностях горячих светящихся звёзд, образовавшихся в последней вспышке звездообразования.
Галактика содержит огромную водородную оболочку (угловые размеры 68′ × 80′), которая гораздо больше её угловых размеров в видимом свете (5,5′ × 7,0′). IC 10 также необычна тем, что видимая часть галактики вращается в другом направлении, чем внешняя оболочка. В центре галактики содержится область ионизированного водорода, поддерживаемого в этом состоянии ультрафиолетом горячих звёзд.
В 1972 году Любош Когоутек в ходе обзора в линии H-альфа обнаружил три области H II в галактике, и присвоил им обозначения IC 10A, IC 10B и IC 10C. Позднее Пол Ходж и Мён Гюн Ли выявили 144 области ионизованного водорода, что является аномально высоким числом для галактики такого размера. Самый яркий комплекс, № 111, соответствует области IC 10A, выделенной Когоутеком.
В конце 1990-х годов при наблюдениях на космическом телескопе «Хаббл» в центре области IC 10A было обнаружено звёздное сверхскопление видимой величиной 17m. Ещё в начале 1990-х годов российские астрономы с помощью 6-метрового телескопа БТА открыли семь кандидатов в звёздные скопления. К 2008 году российские исследователи идентифицировали большую часть из 66 известных скоплений в IC 10. В галактике также присутствуют звёздные скопления в гало, при этом самое удалённое из них находится на расстоянии 9,8 угловых минут от центра.

## IC 10 X-1
В 2007 году в IC 10 обнаружена чёрная дыра звёздной массы, наиболее массивная из наблюдавшихся (24-33 M⊙). Она проявляет себя как рентгеновский источник (получивший название IC 10 X-1) с мощностью 2⋅1038 эрг/с, периодически затмевающийся звездой-компаньоном (которая является звездой Вольфа — Райе с массой 7,64 ± 1,26 M⊙). Период обращения в паре составляет 34,93 ± 0,04 часа, проекция орбитальной скорости на луч зрения достигает 370 км/с. В будущем (через примерно 0,3 млн лет) звезда-компаньон также превратится в чёрную дыру, и пара чёрных дыр через некоторое время (1,2 - 2,6 млрд лет) испытает слияние.